# Marquesado de Guardia Real
El marquesado de Guardia Real es un título nobiliario español transformado por el rey Amadeo I de España «a primer titular» el 25 de diciembre de 1872 a favor de Isabel de León e Ibarrola (hija de Diego de León y Navarrete (1807-1841), I conde de Belascoaín y de su segunda esposa Josefa de Ibarrola y Mollinedo), y consorte de Juan de Ayguavives y Vasallo, militar, mayordomo de semana de S.M., vizconde de la Encarnada, caballero de la Orden Ecuestre del Santo Sepulcro de Jerusalén, miembro de la Real Maestranza de Caballería de Granada, caballero de la Soberana Orden Militar y Hospitalaria de San Juan de Jerusalén, de Rodas y de Malta, diputado a Cortes (1866).
El título había sido creado anteriormente el 12 de diciembre de 1741 como título del Sicilia, concedido por el rey Carlos V de Sicilia (también Carlos VII de Nápoles y futuro rey Carlos III de España) a favor de Tomás de Castañeda y Caballero, brigadier de los Reales Ejércitos, y bisabuelo de la anterior.
El actual titular, desde 1995, es Ignacio de Ayguavives y Bellido.

## Marqueses de Guardia Real
|                                                                    | Titular                                                 | Periodo                                                 |
| Creación como título de Sicilia por Carlos V de Sicilia            | Creación como título de Sicilia por Carlos V de Sicilia | Creación como título de Sicilia por Carlos V de Sicilia |
| ------------------------------------------------------------------ | ------------------------------------------------------- | ------------------------------------------------------- |
| I                                                                  | Tomás de Castañeda y Caballero                          | 1741-                                                   |
| II                                                                 | Antonio de Navarrete y Castañeda                        |                                                         |
| III                                                                | María de los Dolores de Navarrete y Navarrete           | -1805                                                   |
| IV                                                                 | Sebastián María de León y Navarrete                     | 1805-1816                                               |
| Título de las Dos Sicilias                                         |                                                         |                                                         |
| IV                                                                 | Sebastián María de León y Navarrete                     | 1816-1842                                               |
| V                                                                  | Isabel de León e Ibarrola                               | 1842-1872                                               |
| Transformación en título de España «a primer titular» por Amadeo I |                                                         |                                                         |
| I                                                                  | Isabel de León e Ibarrola                               | 1872-1900                                               |
| II                                                                 | Joaquín de Ayguavives y León                            | 1900-1927                                               |
| III                                                                | Ignacio de Ayguavives y Montagut                        | 1927-1965                                               |
| IV                                                                 | Ignacio de Ayguavives y Sala                            | 1965-1995                                               |
| V                                                                  | Ignacio de Ayguavives y Bellido                         | 1995-actualidad                                         |

## Historia de los marqueses de Guardia Real
- Tomás de Castañeda y Caballero, I marqués de Guardia Real, brigadier de los Reales Ejércitos.

Le sucedió:
- Antonio de Navarrete y Castañeda, II marqués de Guardia Real.

1. Casó con María de Navarrete y Ansaldo.

Le sucedió su hija:
- María de los Dolores de Navarrete y Navarrete, III marquesa de Guardia Real.

1. Casó con Sebastián María de León y Navarrete, IV marqués de Guardia Real, II marqués de las Atalayuelas.

Le sucedió su sobrina —hija de su cuñado Diego de León y Navarrete (1807-1841), I conde de Belascoaín, y de su segunda esposa Josefa Ibarrola y Mollinedo, hija, a su vez, del III marqués de Zambrano:
- Isabel de León e Ibarrola (1828-1900), IV marquesa de Guardia Real, IV marquesa de Zambrano, III marquesa de las Atalayuelas.

1. Casó el 29 de octubre de 1845 con Juan Bautista de Ayguavives y Vassallo, vizconde de la Encarnada, militar, mayordomo de semana de Su Majestad, caballero de la Orden Ecuestre del Santo Sepulcro de Jerusalén, miembro de la Real Maestranza de Caballería de Granada, caballero de la Soberana Orden Militar y Hospitalaria de San Juan de Jerusalén, de Rodas y de Malta, diputado a Cortes (1866).

## El título nobiliario fue transformado en 1872 a un título español por el reyAmadeo I, a favor de la misma titular
- Isabel de León e Ibarrola (1828-1900), I marquesa de Guardia Real, IV marquesa de Zambrano, III marquesa de las Atalayuelas.

1. Casó, el 29 de octubre de 1845, con Juan Bautista de Ayguavives y Vassallo, vizconde de la Encarnada, militar, mayordomo de semana de Su Majestad, caballero de la Orden Ecuestre del Santo Sepulcro de Jerusalén, maestrante de la Real Maestranza de Caballería de Granada, caballero de la Soberana Orden Militar y Hospitalaria de San Juan de Jerusalén, de Rodas y de Malta, diputado a Cortes (1866).

Le sucedió, en 1900, su hijo:
- Francisco de Ayguavives y León (1860-1927), II marqués de Guardia Real.

1. Casó con María del Pilar de Montagut y Nougués, hija de los condes de la Torre del Español.

Le sucedió, el 8 de junio de 1927, su hijo:
- Ignacio de Ayguavives y Montagut, III marqués de Guardia Real.

1. Casó con María de la Gloria de Sala y Carbonell (f. en 1943).

Le sucedió, el 22 de marzo de 1965, su único hijo:
- Ignacio de Ayguavives y Sala (f. en 1995), IV marqués de Guardia Real.

Le sucedió, el 16 de febrero de 1995, su hijo:
- Ignacio de Ayguavives y Bellido, V marqués de Guardia Real.

Actual titular.